# Les Barils

Les Barils este o comună în departamentul Eure, Franța. În 1 ianuarie 2022 avea o populație de 270 de locuitori.